# Саут Палм Бич (Флорида)
Саут Палм Бич (енгл. South Palm Beach) град је у америчкој савезној држави Флорида. По попису становништва из 2010. у њему је живело 1.171 становника.

## Демографија
Према попису становништва из 2010. у граду је живело 1.171 становника, што је 472 (67,5%) становника више него 2000. године.
| Група             | 2000.       | 2010.         |
| Белци             | 678 (97,0%) | 1.100 (93,9%) |
| Афроамериканци    | 0 (0,0%)    | 5 (0,4%)      |
| Азијати           | 4 (0,6%)    | 9 (0,8%)      |
| Хиспаноамериканци | 16 (2,3%)   | 54 (4,6%)     |
| Укупно            | 699         | 1.171         |